# Juventino y Maximino

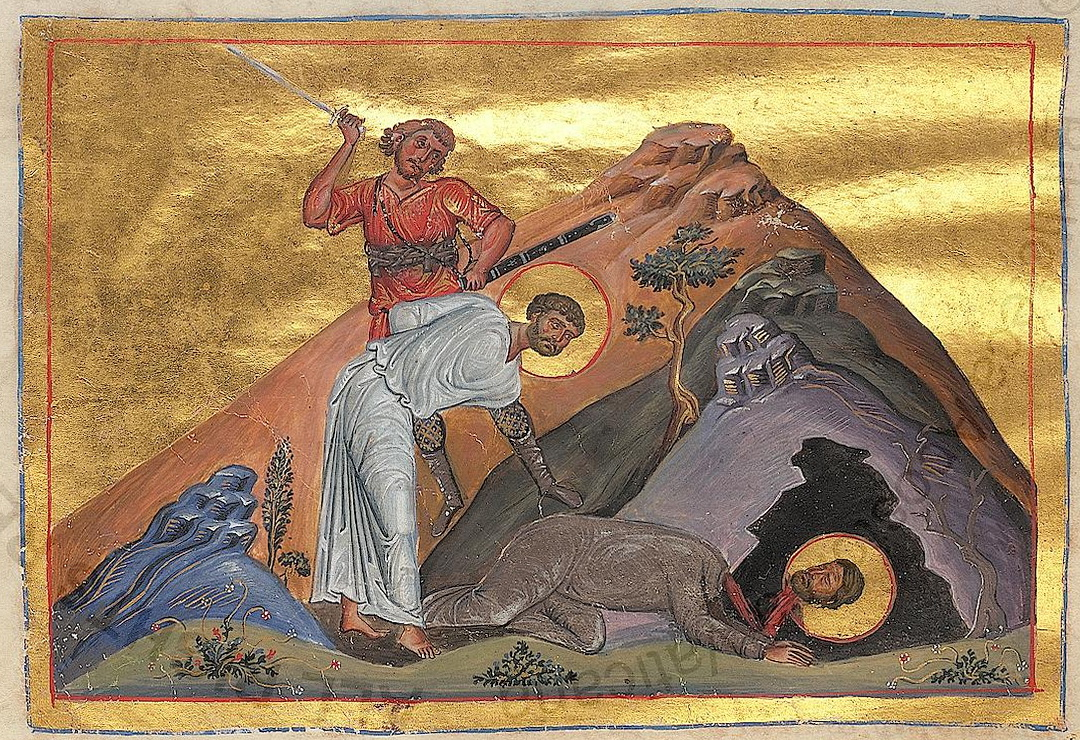
La decapitación de Juventino y Maximino

Los santos Juventino y Maximino (m. 29 de enero de 363) eran dos guardas imperiales del emperador Juliano.  Son conocidos por ser ejecutados debido a su oposición a unas leyes promulgadas por dicho emperador, quien, antes de iniciar su campaña contra el imperio sasánida, emitió un edicto que prohibía la veneración de las reliquias cristianas que se guardaban en Antioquía, mandando rociar todos los alimentos en el mercado, y el agua en los pozos, con sangre ofrecida a los ídolos.Su conmemoración católica se celebra el 29 de enero.
Estos dejaron caer en un banquete comentarios críticos con el edicto, diciendo: "¿Tiene sentido hoy en día la vida? Todas las cosas santas son despojadas. Nuestra fe en el Señor de la Creación es tratada con desprecio y vergüenza. Dondequiera que uno esté, inhala el horrendo olor de la grasa animal y de la carne de sacrificio. En ninguna parte se puede encontrar aire fresco"
Al ser informado de esto, el emperador los mandó llamar, pero no pudo persuadirlos de que se retractaran de lo que habían dicho, ni de que sacrificaran a los dioses. Según el martirologio romano, los despojó de sus propiedades, los golpeó y los decapitó. Su fiesta es el 25 de enero.
San Juan Crisóstomo escribió un panegírico sobre ellos. Crisóstomo señala que fueron ejecutados en mitad de la noche bajo la acusación de alta traición, ya que Juliano no quería convertirlos en mártires ni que se pudiera sugerir que murieron a causa de su fe. El historiador romano Ammianus Marcellinus no menciona a Juventino y Maximino, como tampoco lo mencionan ni Gregorio de Nazianzus ni el historiador eclesiástico Sócrates de Constantinopla.